# Jorge Estrada Solórzano
Jorge Estrada Solórzano es el obispo de Gómez Palacio.

## Biografía
Nació en la Ciudad de México el 27 de agosto de 1961. 
Fue ordenado sacerdote el 2 de junio de 1995. 

### Episcopado
Recibió el orden episcopal el 28 de mayo de 2013 siendo consagrado por el Cardenal Norberto Rivera el 19 de julio de 2013. 
Fue encargado de la V Vicaría de la Arquidiócesis denominada "San Pedro Apóstol" cuya sede se encuentra en la Colonia Narvarte de la Delegación Benito Juárez.
El 11 de mayo de 2019 fue nombrado por el Papa Francisco obispo de la Diócesis de Gómez Palacio